# Naissance en 1230
Naissance
- 1226
- 1227
- 1228
- 1229
- 1230
- 1231
- 1232
- 1233
- 1234

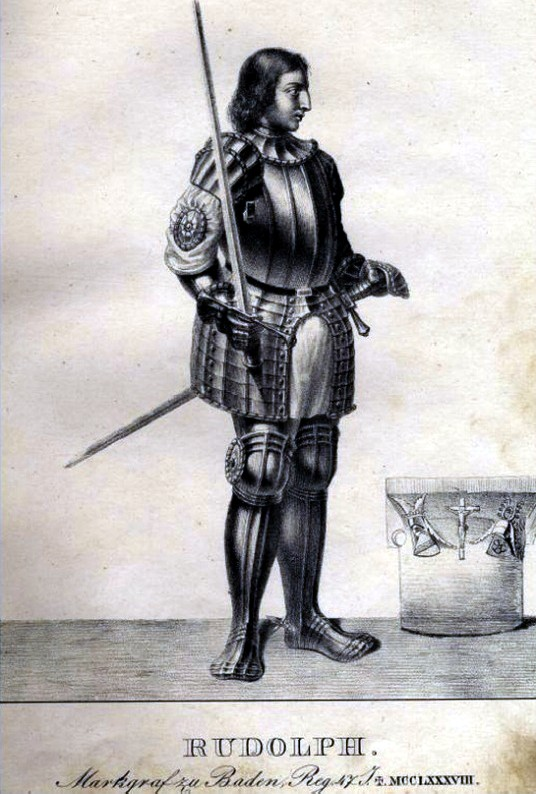
Rodolphe Ier de Bade-Bade, né en 1230.

Cette page dresse une liste de personnalités nées au cours de l'année 1230 :

## En Europe
- Athanase Ier de Constantinople, patriarche de Constantinople.
- Rodolphe Ier de Bade-Bade, co-margrave de Bade-Bade et de margrave titulaire de Vérone (avec Hermann VI de Bade-Bade, son frère, et avec Frédéric Ier de Bade-Bade, son neveu), puis unique margrave de Bade-Bade et de titulaire de Vérone.
- Cécile des Baux, régente du comté de Savoie.
- María de Cervelló, religieuse catalane, fondatrice de la branche féminine de l'ordre de Notre-Dame-de-la-Merci.
- Henri Ier de Mecklembourg, prince de Mecklembourg.
- Pietro de' Crescenzi, magistrat et agronome italien.
- Masuccio Primo, architecte et sculpteur italien.
- Matteo Spinelli da Giovinazzo, personnage fictif, chroniqueur italien.

- Adélaïde de Hollande, régente de Hollande.
- Jean de Comines, premier comte-évêque du Puy.
- Constance de Hohenstaufen, ou Constance II de Sicile ou de Anne de Sicile, impératrice de Byzance.
- Guillaume V Durand, évêque de Mende.
- Ottokar II de Bohême, roi de Bohême.
- Guiraut Riquier, considéré comme l'un des derniers troubadours occitans.
- Rutebeuf, poète français.
- Mathe de Matha, vicomtesse de Béarn